# Mercedes-Benz W124
La Mercedes-Benz W124 è un'autovettura di fascia alta prodotta dalla casa automobilistica tedesca Mercedes-Benz dal 1984 al 1997, inizialmente denominata commercialmente come "serie 200 - 300" e dal 1993 divenuta la prima generazione della Mercedes-Benz Classe E. La sigla si riferisce a rigore alla sola versione berlina, ma nell'uso è passata ad indicare l'intera famiglia di vetture basata sulla medesima piattaforma (identificata dal numero 124).

## Storia ed evoluzione

### Genesi
Nel novembre 1984, a Siviglia, la casa di Stoccarda presentò alla stampa la nuova "Mercedes di classe media" (Mittlere Mercedes-Klasse in tedesco) 200 D - 300 E, una berlina tre volumi a quattro porte identificata dalla sigla di produzione W124.
Essa costituiva il modello intermedio della gamma Mercedes-Benz, tra la più piccola 190 e l'ammiraglia Classe S, ed era l'erede della W123, che all'inizio degli anni ottanta iniziava a sentire il peso dell'età, più sotto l'aspetto tecnico e stilistico che sotto quello delle vendite, che si mantenevano su buoni livelli grazie al comfort, all'affidabilità e all'ampia offerta di motorizzazioni e carrozzerie.
Frutto di sette anni di sviluppo guidato da Bruno Sacco, Joseph Gallitzendörfer e Peter Pfeiffer, la W124 riassumeva le esperienze maturate da Mercedes-Benz negli anni precedenti con la Classe S W126 del 1979, il prototipo Auto 2000 del 1981 e la 190 del 1982. Un ruolo chiave nella progettazione fu ricoperto dall'ampio utilizzo dei calcolatori elettronici, in particolare nel campo della sicurezza e dell'aerodinamica. Anche a bordo della vettura vi fu un'estesa applicazione di microprocessori per il controllo di numerose funzioni, finalizzato prevalentemente al miglioramento della sicurezza attiva e passiva, nonché dei consumi e delle emissioni di gas inquinanti.
Il progetto per la realizzazione della nuova vettura fu avviato nella seconda metà degli anni settanta; nei disegni di sviluppo resi pubblici da Mercedes-Benz si nota la progressiva introduzione di elementi stilistici che poi caratterizzeranno la linea finale. I primi mostrano l'evidente attenzione per l'aspetto aerodinamico, sia con proposte classiche a tre volumi, sia con soluzioni a due volumi, meno tradizionali per Mercedes, ma viste in quegli anni come elemento di modernità, associato anche all'aerodinamica. Le realizzazioni di questo tipo da parte di Citroën, Lancia e Rover (rispettivamente con CX, Gamma e SD1) erano infatti considerate le proposte più innovative nel segmento delle berline superiori.
Pur scartata per il modello definitivo, la soluzione a due volumi venne comunque formalizzata nella vettura sperimentale Auto 2000, con il grande lunotto avvolgente a fare da portellone, e a partire da queste idee venne poi sviluppata una delle soluzioni stilistiche caratterizzanti della W124 (accennata anche nella 190), cioè il lunotto dalla forma avvolgente che alleggeriva i montanti posteriori e seguiva la bombatura del cofano bagagli.
Le immagini della vettura pressoché definitiva vennero pubblicate sulle principali testate giornalistiche europee nel novembre del 1984. Nello stesso mese avvenne la presentazione e le vendite iniziarono l'8 dicembre del 1984, ma già da nove mesi era iniziata la produzione di pre-serie di alcune versioni.

### Caratteristiche principali

#### Design e tecnica
Dal punto di vista stilistico, Bruno Sacco (responsabile del design Mercedes) puntò sulle idee introdotte nel 1982 con la 190, caratterizzate dalla definizione geometrica delle forme e in particolare dal tema del trapezio come elemento fondamentale nella composizione formale della linea, riconoscibile nel profilo della carrozzeria, nei passaruota, nella vetratura laterale, nella sezione del lunotto e, all'interno, nella forma del cruscotto, della consolle centrale e di molti altri particolari.
Rispetto alla direzione proposta con la 190, la W124 presentava un passo avanti nella semplificazione delle linee, con superfici più levigate e volumi ulteriormente smussati: il frontale, compresa la tipica calandra, si presentava per la prima volta con un'inclinazione molto evidente; la modanatura lungo la fiancata tra i fari anteriori e posteriori, da sottile scalino passò a una semplice piega della lamiera; la griglia di sfogo d'aria alla base del montante posteriore scomparve, sostituita da un sottile profilo liscio; il fascione in plastica del paraurti posteriore arrivava fino all'arco del passaruota. Inoltre, seguendo il tema geometrico caratteristico, vennero introdotti i fari posteriori trapezoidali, che consentirono di creare un cofano bagagli con soglia di carico più bassa, quasi a filo dal paraurti; una novità per Mercedes, già adottata però dalla Volkswagen Golf del 1983.
L'evoluzione, dunque, riguardò in particolare gli aspetti legati al tema più in voga nel design automobilistico di quegli anni: l'aerodinamica. Il valore di 0,29 del Cx (coefficiente di resistenza aerodinamica) fu un risultato inferiore al record di 0,30 stabilito dall'Audi 100 nel 1982.
Sotto il profilo della meccanica la W124 conservava l'impostazione tipica di tutte le Mercedes: motore anteriore longitudinale, trazione posteriore e freni a disco su tutte le ruote.
Rispetto alla W123 il pianale era stato riprogettato ex novo e novità importanti riguardavano le sospensioni: quelle anteriori adottavano uno schema MacPherson modificato, con molle separate dagli ammortizzatori e prive di funzione strutturale, mentre il retrotreno, montato su un telaietto ausiliario, utilizzava il sistema multilink, vale a dire a ruote indipendenti con cinque punti d'ancoraggio alla scocca, ripreso sempre dalla 190. Lo sterzo, del tipo a circolazione di sfere, aveva il servocomando di serie.
Erano previsti motori sia a benzina che a gasolio, con cilindrata a partire da 2 litri. Inizialmente furono disponibili unità fino a 3 litri, a quattro, cinque e sei cilindri in linea, tutte con distribuzione monoalbero e due valvole per cilindro. In seguito furono adottati anche motori a benzina con architettura V8 e cubature fino a 5 litri, nonché unità diesel con sovralimentazione; la distribuzione bialbero con quattro valvole per cilindro fu invece implementata sia per i motori a benzina che a gasolio.

#### Sicurezza
La cura della sicurezza attiva e passiva era uno degli aspetti caratteristici della W124; la scocca era stata progettata per resistere a una serie di prove d'urto (frontali, posteriori, laterali e contro pedoni) che Mercedes-Benz aveva messo a punto come propri standard. Tra queste, una prevedeva l'urto disassato (che interessava il 40% del frontale) contro una barriera rigida a una velocità di 55 km/h ed è stata alla base della prova successivamente adottata dall'Euro NCAP (questa però avviene contro una barriera deformabile e ad una velocità maggiore, 64 km/h).
Tra i dispositivi (di serie o disponibili a richiesta) che caratterizzavano questa vettura, molti erano legati alla sicurezza, attiva o passiva, ed erano già stati adottati sulla Serie S o sulla 190. Il sistema ABS era disponibile su tutta la gamma, così come l'airbag per il guidatore. Ai posti anteriori le cinture di sicurezza avevano l'attacco superiore regolabile in altezza per adattarsi a passeggeri di diverse taglie, ma soprattutto erano dotate di pretensionatori elettromeccanici. Vi erano poi i fendinebbia integrati nel proiettore principale, il tergicristallo monospazzola con meccanismo a pantografo che consentiva di coprire l'86% della superficie del parabrezza, gli ugelli lavaparabrezza riscaldati, lo specchio retrovisore sul lato passeggero regolabile elettricamente e di forma differente (più alto e stretto) rispetto a quello lato guidatore, i poggiatesta posteriori abbattibili con un comando dal posto guida per liberare la visuale posteriore.
Nel tempo furono rese disponibili ulteriori dotazioni di sicurezza: nel settembre 1985 furono presentati (l'effettiva commercializzazione avvenne in tempi successivi) la trazione integrale 4MATIC, il differenziale autobloccante a controllo elettronico ASD e il sistema elettronico di controllo della trazione ASR; nel 1988 l'airbag fu proposto anche per il passeggero anteriore.

### Evoluzione e modelli
Oltre alla berlina, Mercedes propose la propria "classe media" in numerose varianti di carrozzeria: station wagon (codice S124), coupé (C124) , cabriolet (A124), limousine a passo allungato (V124). Per allestimenti speciali furono resi disponibili anche i soli telai, sia a passo normale (F124) che a passo allungato (VF124).

#### Berlina (W124)
Impostata secondo lo schema a tre volumi e quattro porte, si fece notare all'epoca per la coda tronca dal volume particolarmente imponente, ancora più accentuato rispetto alla 190. Tale soluzione si rifletteva nella grande capienza (520 litri) del vano bagagli e nell'efficienza aerodinamica dell'auto: il Cx era di 0,29 per le versioni base (le 200 con pneumatici 185/65 R15 e senza specchio retrovisore destro) e di 0,30 per le altre.
La berlina è l'unica versione sulla quale sono state installate tutte le motorizzazioni disponibili e in particolare i motori 8 cilindri sono stati utilizzati solo su questo tipo di carrozzeria.
Presentata per prima e prodotta a Sindelfingen fino all'agosto 1995, la berlina è stata la versione più diffusa, rappresentando oltre l'80% del totale.
Dal 1995 al 1996, per avviare il suo ingresso nel mercato indiano, Mercedes continuò a produrre componenti completi dei modelli E 250 DIESEL ed E 220, che venivano spediti in India per l'assemblaggio nello stabilimento di Pune.

#### Station wagon (S124)

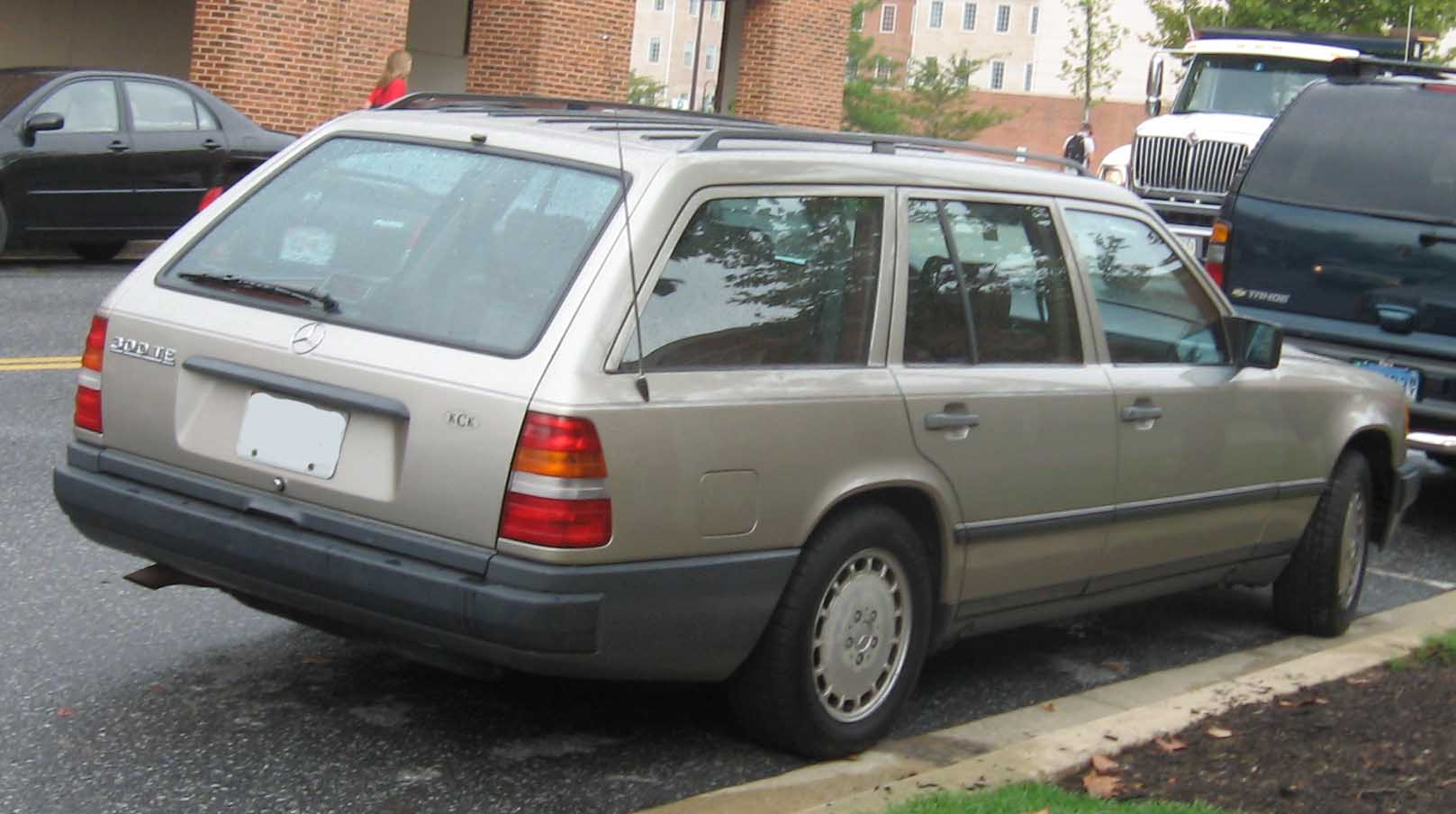
Posteriore della versione "T"

Il modello T (Touristik & Transport), denominazione con la quale Mercedes-Benz indicava la carrozzeria station wagon, venne presentato nel settembre 1985 al salone dell'automobile di Francoforte.
La linea differiva dalla berlina solo nella zona posteriore, le cui soluzioni estetiche risultavano più tradizionali, pur mantenendo la medesima cura per l'aerodinamica, rivelata dal Cx minimo dichiarato di 0,34.
La specifica destinazione al trasporto di cose e persone riassunta nella sigla era confermata dalla presenza delle sospensioni posteriori autolivellanti nella dotazione di serie, che comprendeva anche le barre portapacchi longitudinali sul tetto e lo specchio retrovisore destro, il sedile posteriore abbattibile e sdoppiato, con poggiatesta per ognuno dei tre posti. Il portellone, con apertura a filo del piano di carico, una volta accostato veniva chiuso silenziosamente grazie a un servomotore elettromeccanico e inoltre, come la precedente serie 123, questa station wagon era disponibile anche in versione 7 posti; i due passeggeri aggiuntivi erano sistemati contromarcia in una panchetta estraibile dal fondo del vano bagagli. Quest'ultimo aveva una capacità (in configurazione 5 posti) di 530 litri, che salivano a 855 con il sedile posteriore abbattuto.
Inizialmente era disponibile con gli stessi motori della berlina, a eccezione del 2,6 litri a benzina (mai installato sulla station wagon) e del 3 litri diesel aspirato; quest'ultimo era sostituito dalla nuova unità con turbocompressore, portata al debutto proprio con questo modello e derivata dalla versione aspirata. Successivamente le modifiche sia tecniche che stilistiche avvennero in parallelo alla berlina, ad eccezione dei motori a 8 cilindri, mai installati sulla T.
La produzione della station wagon ebbe luogo fino al febbraio del 1996, per un totale di 340.503 esemplari tutti realizzati nello stabilimento di Brema. Un mese dopo venne presentata la sostituta, appartenente alla serie 210.
Alla fine della produzione nel 1996 gli ultimi modelli full optional venivano venduti allo stesso prezzo di listino (91.000.000 di £) della nuova arrivata E per non declassare il modello.

#### Coupé (C124)

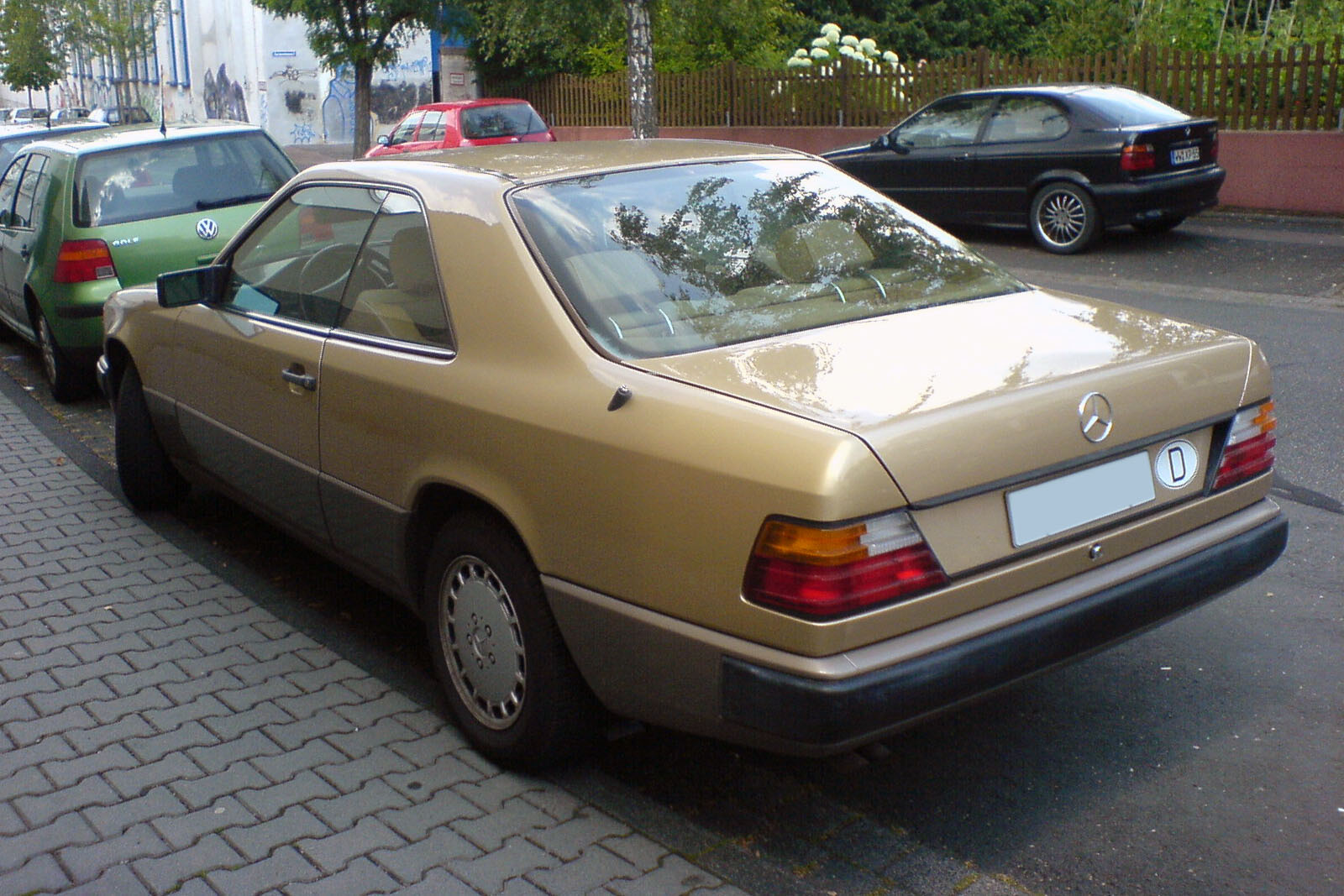
La versione coupé CE

Al salone dell'automobile di Ginevra del marzo 1987 venne presentata la versione coupé. Come nel caso delle serie precedenti, la coupé aveva due porte ed era basata su un telaio con passo accorciato di 8,5 cm. La carrozzeria conservava frontale e coda della berlina, ma adottava un padiglione ribassato privo di montante centrale, nonché portiere senza cornici. Inoltre questa coupé introdusse la novità dei fascioni laterali in plastica che coprivano tutta la parte inferiore della fiancata; assieme ai paraurti (ad esclusione della fascia paracolpi nera) erano colorati "in pasta" e in tinta "tono su tono" con la carrozzeria.
La coupé fu lanciata in due versioni: la 230 CE e la 300 CE, rispettivamente con il quattro cilindri da 2,3 litri e il sei cilindri da 3 litri, entrambi a benzina con iniezione. L'evoluzione di questa variante fu poi la stessa di tutta la produzione della serie 124.
Costruita in 141.498 esemplari, la coupé uscì di produzione nel marzo del 1996, sostituita dopo oltre un anno dalla CLK.

#### Cabriolet (A124)

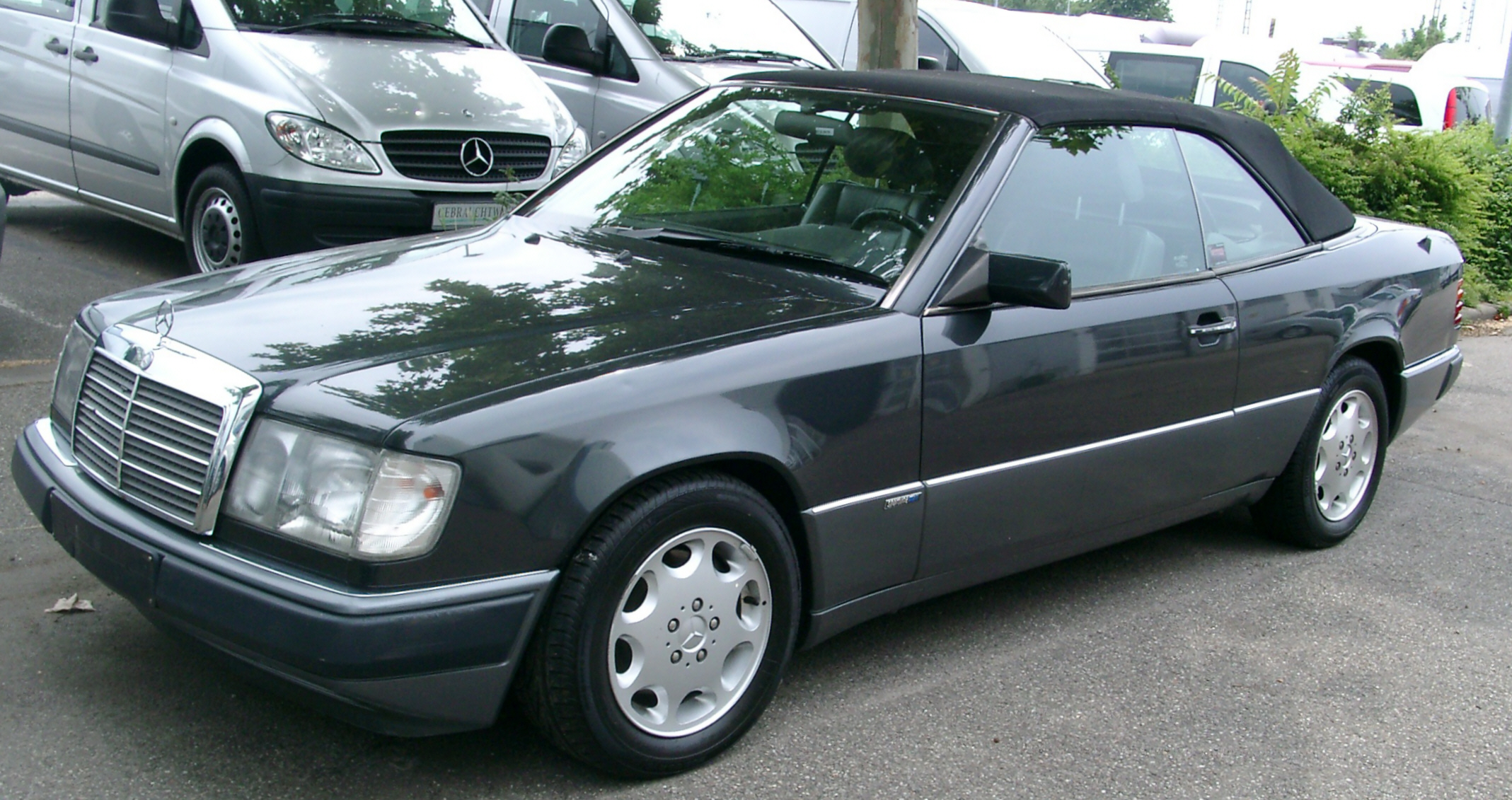
La variante cabriolet della serie 124, in allestimento "sportline"

Nel settembre 1991, al salone di Francoforte, la Casa di Stoccarda lanciò la 300 CE-24 Cabriolet, ovvero la versione cabriolet a quattro posti della coupé.
Si trattava di un ritorno in un segmento di mercato (quello delle cabriolet a quattro posti) abbandonato nel 1971 con l'uscita di listino delle 280 SE Cabriolet 3.5.
Per compensare la perdita del contributo strutturale del tetto, furono riprogettati oltre 1000 componenti; il rinforzo, la modifica o l'aggiunta di nuovi elementi determinò un aumento della massa di circa 130 kg a fronte dei 28 kg persi con il tetto metallico. Il risultato fu comunque una rigidità torsionale paragonabile a quella della berlina. Per ridurre invece le vibrazioni trasmesse al corpo vettura furono installati nella scocca quattro elementi assorbenti, per un aumento di 26 kg nella massa del veicolo.
Dal punto di vista della sicurezza passiva e in particolare nelle condizioni di ribaltamento, l'assenza del roll bar non poteva essere risolta con il medesimo sistema creato due anni prima per la SL: il roll bar a fuoriuscita automatica, risolutivo per una vettura a due soli posti, non era adatto per una a quattro posti, perché nel movimento avrebbe potuto colpire la testa degli occupanti posteriori. Fu quindi adottato un sistema di protezione costituito da due piastre metalliche integrate agli appoggiatesta posteriori, che in caso di ribaltamento si sollevavano automaticamente in 0,3 secondi.
La capote era a scomparsa completa e aveva il lunotto in vetro, a vantaggio della visibilità sia per l'assenza delle distorsioni ottiche tipiche dei lunotti in plastica, sia per la presenza dei filamenti termici per lo sbrinamento. La struttura era costituita da 27 componenti con 34 articolazioni, pesava 43 kg e occupava un vano di 80 litri, consentendo quindi di mantenere un'elevata capacità di carico nel bagagliaio. A richiesta era disponibile l'azionamento servoassistito, effettuato da un sistema elettroidraulico costituito da sei pistoni idraulici e una pompa che lavorava a 180 bar, sistemata nel vano sinistro del bagagliaio. Dieci valvole e dodici interruttori controllavano il funzionamento durante le fasi di apertura e chiusura, nonché il corretto impegno dei vari ganci, controllando infine lo stato di chiusura della capote durante la marcia.
Sono stati prodotti 33.952 esemplari del modello cabriolet, ultimo della serie 124 a uscire di produzione, nel luglio 1997. Un anno dopo, nel giugno 1998, sarebbe stato sostituito dalla versione cabriolet della CLK.

#### Limousine (V124)
Dal maggio 1990 furono realizzate dalla Mercedes stessa le versioni limousine, denominate Lang ("lunga") in tedesco. Basate sulla berlina, avevano un passo allungato di 80 cm fino a 3,60 m, con sei porte e tre file di sedili.
La produzione di questa versione (2.342 unità) terminò nel luglio del 1994.

### Le tre serie
La famiglia del modello 124, dopo la presentazione del 1984, ha avuto due importanti aggiornamenti, il primo nel 1989 e il secondo nel 1993.

#### La prima serie (1984-1989)

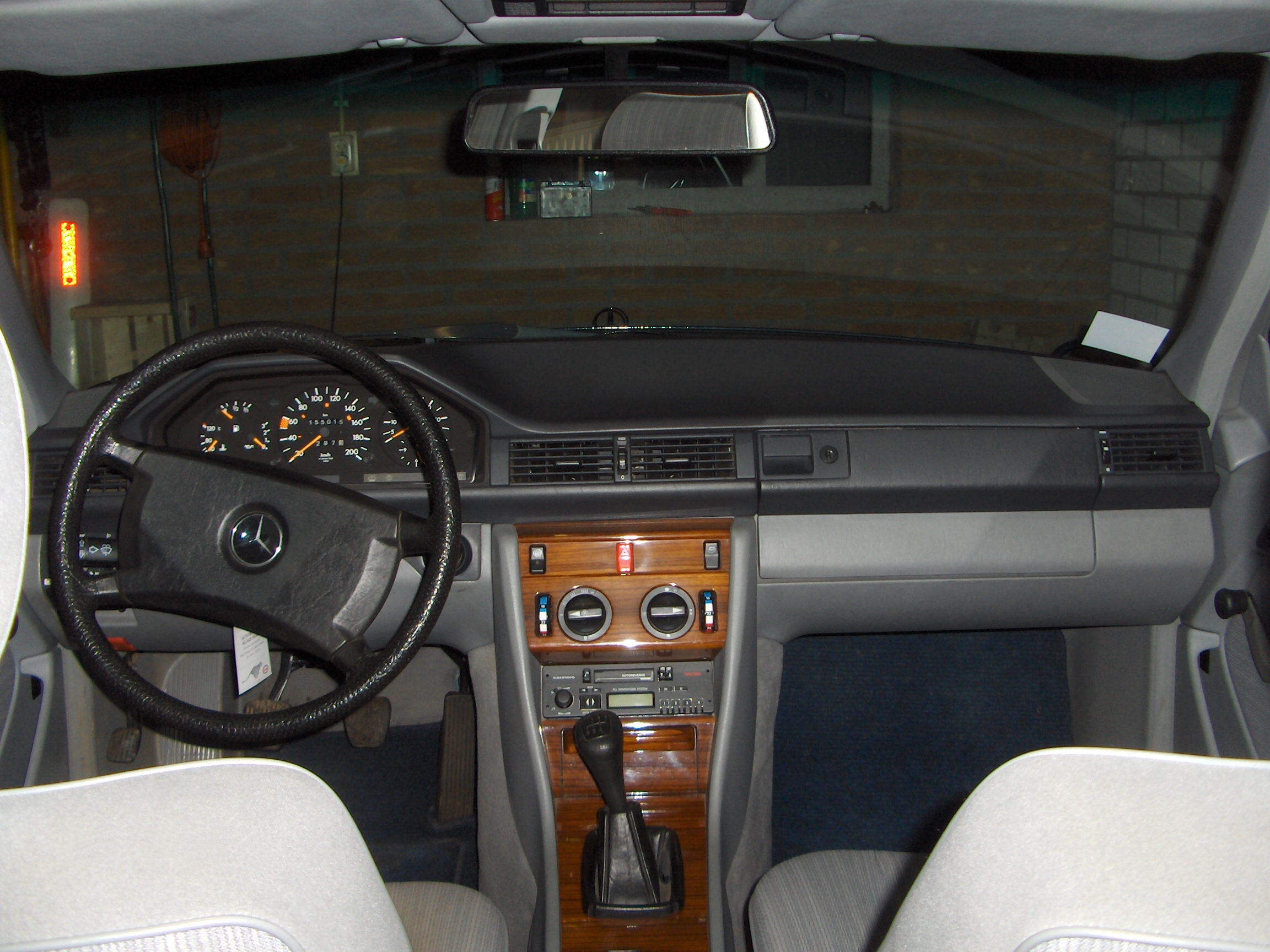
La plancia della prima serie

Alla presentazione internazionale la gamma includeva sette versioni, quattro con motore a benzina e tre diesel. Debuttavano due nuovi motori a benzina (i sei cilindri da 2,6 e 3 litri della serie M103) e altrettanti diesel (il cinque cilindri da 2,5 litri OM602 e il sei cilindri da 3 litri OM603). I motori a quattro cilindri, sia benzina che diesel, erano invece gli stessi già montati sulla 190.
Dal luglio 1985, per il mercato italiano, fu resa disponibile anche la motorizzazione a benzina da 2 litri alimentata ad iniezione.
La gamma iniziale era la seguente:
- versioni a gasolio:
  - 200 D (4 cilindri, 1997 cm³, 72 CV)
  - 250 D (5 cilindri, 2497 cm³, 90 CV)
  - 300 D (6 cilindri, 2996 cm³, 109 CV)
- versioni a benzina:
  - 200 (4 cilindri, alimentazione a carburatore, 1997 cm³, 109 CV)
  - 200 E (per il mercato italiano, col medesimo motore della 200, ma alimentato a iniezione e potenza di 122 CV)
  - 230 E (con lo stesso motore della 200 E, ma con cilindrata incrementata a 2299 cm³ e potenza di 136 CV)
  - 260 E (6 cilindri, alimentazione a iniezione, 2599 cm³, 160 CV)
  - 300 E (col medesimo motore della 260 E ma con cilindrata incrementata a 2962 cm³ e potenza di 190 CV)

Sulle versioni a quattro cilindri, benzina e diesel, il cambio manuale di serie aveva solo quattro rapporti (il cambio a cinque marce era un'opzione a pagamento). In alternativa c'era un cambio automatico a quattro rapporti che sulle versioni a benzina offriva la possibilità di scegliere due programmi di gestione (S: "standard", E: "economy").
Nel 1985 venne introdotta la versione station wagon T, disponibile con gli stessi motori della berlina, ad eccezione del 2,6 litri benzina e del 3 litri diesel, sostituito dalla versione turbocompressa. Grazie alla sovralimentazione la potenza di questa unità toccava i 143 CV e il modello 300 TD TURBO, riconoscibile per la griglia sul parafango anteriore destro (presa di alimentazione dell'aria del motore), sebbene presentato e messo in listino fu disponibile solo dall'anno successivo.
Nel 1986 la 300 TD TURBO fu quindi disponibile assieme all'inedita berlina equipaggiata con lo stesso motore, ma a causa di un'insufficiente capacità produttiva, queste versioni vennero limitate al solo mercato nordamericano; in Europa, per ovviare alla mancata commercializzazione, venne messa in vendita la 300 TD col motore aspirato della berlina.
Nel 1987, dopo la presentazione del modello coupé (230 CE e 300 CE), iniziò la vendita in Europa dei modelli 300 D/TD TURBO. Nello stesso anno iniziò anche la produzione delle versioni a trazione integrale 4MATIC (260 E, 300 E/TE, 300 D e 300 D/TD TURBO).
Nel settembre del 1988, al salone dell'automobile di Parigi, debuttò la nuova gamma: l'ABS divenne di serie su tutta la produzione, insieme allo specchio retrovisore destro (riscaldabile e regolabile elettricamente) e all'impianto lavacristalli con serbatoio, tubi e ugelli riscaldati; a richiesta divenne disponibile l'airbag anche per il passeggero anteriore, che comportava la perdita del cassetto portaoggetti sulla plancia, sostituito da un vano con chiusura a serrandina sistemato sul tunnel centrale tra i sedili anteriori.
La 200 E/TE con il motore 2 litri a iniezione fu offerta anche fuori dal mercato italiano, per il quale era stata creata nel 1985. Novità anche per le versioni turbodiesel: il sei cilindri 3 litri delle 300 D/TD TURBO ebbe un aumento di 4 CV nella potenza massima, ma soprattutto debuttò la 250 D TURBO (solo berlina), mossa da una versione sovralimentata del cinque cilindri a gasolio di 2497 cm³, già utilizzata dal 1986 sulla 190 per il mercato USA; rispetto al motore di quest'ultima, la 250 D TURBO montava la nuova versione modificata per la riduzione delle emissioni inquinanti, ottenuta migliorando il processo di combustione grazie ad una nuova precamera con iniettore obliquo. Le stesse modifiche furono apportate al turbodiesel da 3 litri ed entrambi i motori beneficiarono di un aumento di 4 CV della potenza massima (126 CV per il 2,5 litri, 147 CV per il 3 litri).
Nel febbraio 1989 anche i motori a gasolio aspirati ricevettero le stesse modifiche dei turbocompressi; con il nuovo impianto di iniezione le emissioni di particolato diminuirono del 40%, consentendo di rispettare le rigorose norme statunitensi. Gli aumenti di potenza massima furono di 3 CV per le 200 D/TD (75 CV) e di 4 CV per le 250 D/TD (94 CV) e le 300 D/TD (113 CV).

#### La seconda serie (1989-1993)

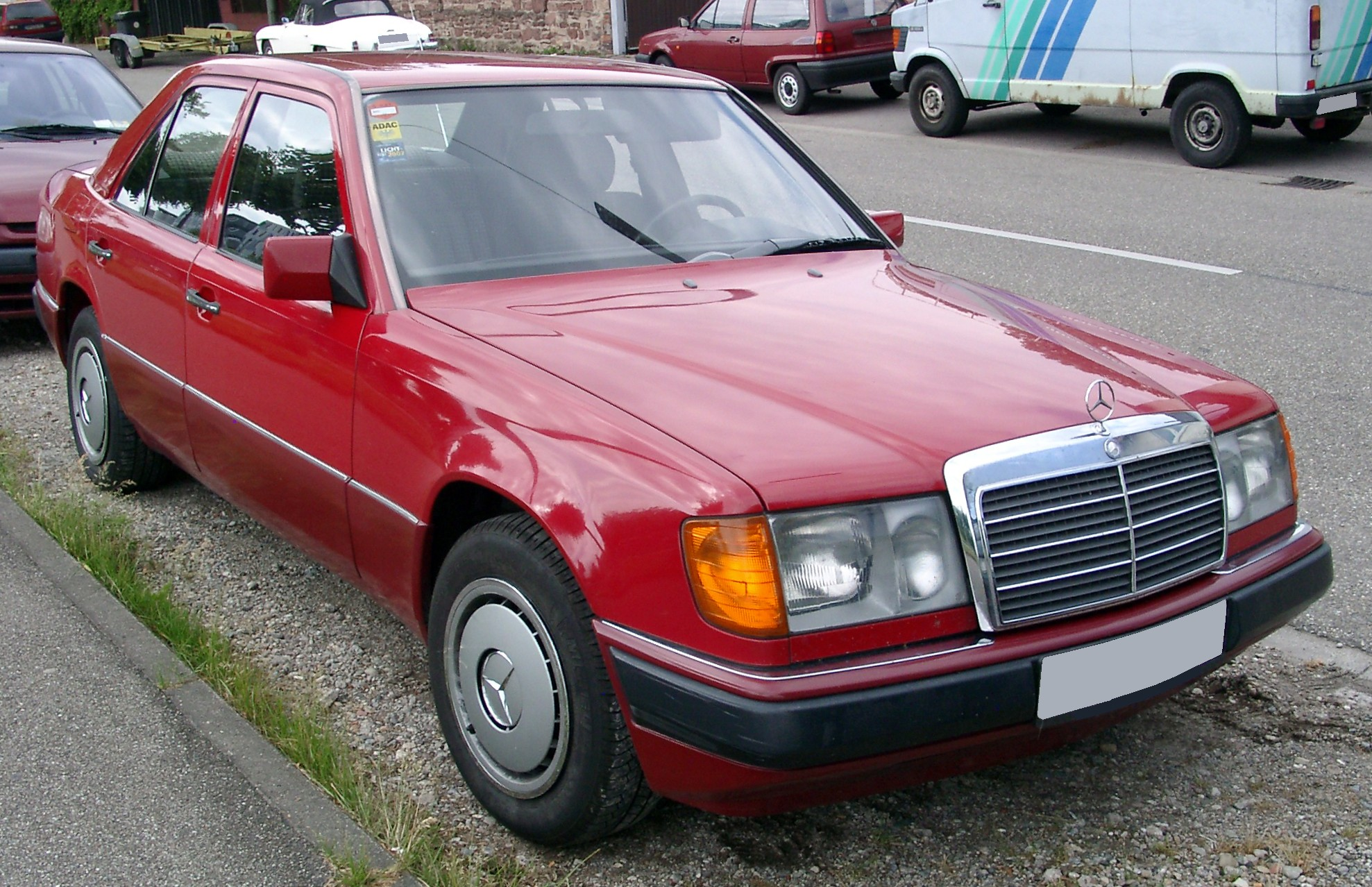
La seconda serie, vista anteriore

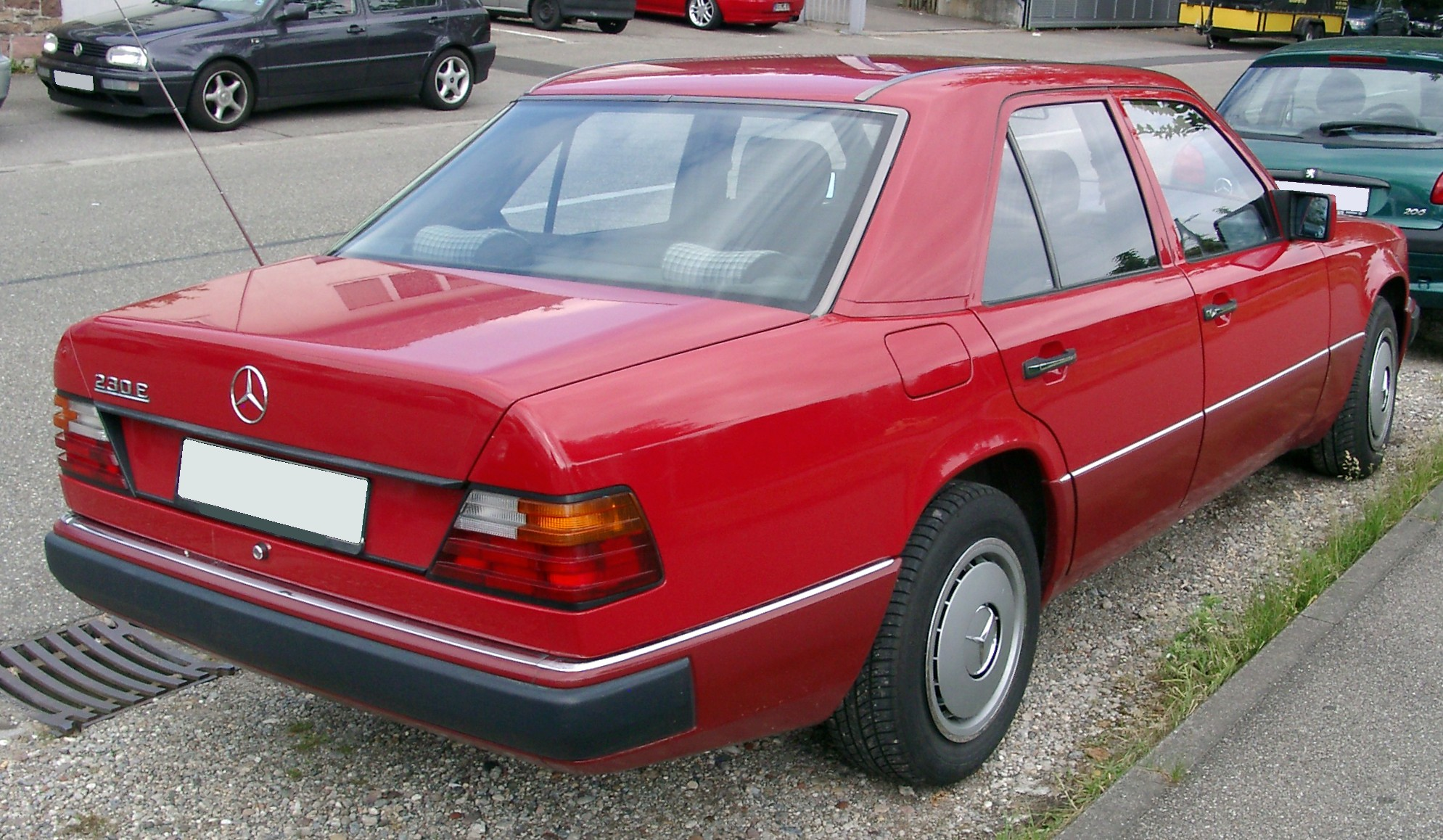
La seconda serie, vista posteriore

Nel settembre del 1989 tutti i modelli della "linea 124" vennero sottoposti ad un lieve aggiornamento estetico, che diede vita alla seconda serie.
La principale novità estetica fu l'allineamento di tutta la gamma alle soluzioni proposte sulla coupé riguardo a paraurti (colorati "in pasta" e in tinta "tono su tono" con la carrozzeria) e fascioni laterali (colorati come i paraurti, rimpiazzavano i più sottili profili protettivi neri della prima serie). Le altre novità furono i listelli cromati su paraurti, fascioni e maniglie esterne delle portiere, gli specchi retrovisori (sulla station wagon anche il porta-luci sopra il vano targa) in tinta con la carrozzeria, alcuni particolari degli interni (modanature in legno estese sulla plancia e sui pannelli delle portiere, alcuni comandi secondari, rivestimenti dei sedili).
Tra i modelli a benzina comparve la 300 E-24, equipaggiata con il motore M104, versione con distribuzione bialbero a 24 valvole del sei cilindri di 3 litri. Posto al vertice della gamma, questo motore era lo stesso portato al debutto sei mesi prima dalla nuova SL; nella variante catalizzata, però, aveva una potenza ridotta rispetto alla roadster (da 231 a 220 CV) per via della diversa disposizione del catalizzatore. La 300 E-24 aveva di serie uno specifico cambio manuale a cinque marce, con il quinto rapporto in presa diretta (rapporto 1:1 anziché 0,80:1 come le altre) e l'innesto della prima marcia sulla leva indietro a sinistra invece che in avanti. A richiesta era comunque disponibile lo stesso cambio automatico a quattro rapporti degli altri modelli.
Con questa serie fu proposto per la prima volta l'allestimento "Sportline" (disponibile per tutte le versioni escluse le 4MATIC), con una dotazione a carattere sportivo: cerchi in lega leggera 7Jx15 a otto fori con pneumatici 205/60 R15, assetto con sospensioni irrigidite del 20% e ribassate da 17 a 32 mm (secondo il modello), cambio, sterzo, sedili e rivestimenti specifici.
Dal 1990 le versioni con il 3 litri benzina a 24 valvole (300 E/TE/CE-24) potevano installare a richiesta un nuovo cambio automatico a cinque rapporti.
Nel giugno dello stesso anno venne tolta di produzione la 200 a carburatore e venne invece creata (per alcuni mercati d'esportazione tra cui l'Italia) la 250 TD TURBO con il motore 2,5 litri turbodiesel finora riservato alla sola berlina; sempre per il mercato italiano fu realizzata la 200 CE, versione della coupé con il motore 2 litri a iniezione.
Da ottobre, infine, i motori diesel aspirati potevano adottare il nuovo sistema di depurazione dei gas di scarico, costituito da un catalizzatore ossidante associato ad un sistema di ricircolo dei gas di scarico. In questa configurazione i valori di potenza massima calavano di qualche CV.
Sei mesi dopo (aprile 1991) anche per le versioni turbodiesel fu disponibile il medesimo sistema antinquinamento, in questo caso senza variazione di potenza.
Nel 1991, inoltre, uscirono di produzione la 200 TD e le versioni 4MATIC di 300 D e 260 E; furono invece messe in commercio la 400 E (solo in USA e Giappone) e la 500 E, entrambe disponibili solo con cambio automatico a quattro rapporti e mosse dai V8 32 valvole rispettivamente di 4196 cm³ (279 CV) e 4973 cm³ (326 CV), ripresi dalla Classe S. Se la prima, al di là del motore, non presentava differenze significative con il resto della gamma, la 500 E (già presentata al salone di Parigi del 1990) costituiva una versione con una specifica caratterizzazione sportiva, sottolineata da pochi particolari esteriori (parafanghi allargati per ospitare gli pneumatici maggiorati da 225/55 ZR16, paraurti con disegno specifico e fendinebbia integrati, minigonne); era soprattutto la riprogettazione di molte componenti del motore e l'adozione di freni e assetto specifici che caratterizzavano questo modello, oltre alla collaborazione con Porsche per l'assemblaggio.
Sempre nel 1991 fu adottata una nuova serie di volanti derivati da quello con airbag della W140; caratterizzati da forme più morbide, erano disponibili sia con airbag che senza e quelli destinati alle versioni "Sportline" avevano un disegno specifico, con le razze inferiori ravvicinate.
Nel 1992 la casa di Stoccarda lanciò sul mercato la 300 CE-24 Cabriolet, presentata a settembre dell'anno prima.
Nell'autunno del 1992 fu rinnovata la gamma dei motori a benzina, a esclusione delle versioni V8 (la 500 E registrò solamente un abbassamento della potenza massima da 326 a 320 CV, mentre la 400 E fu commercializzata anche in Europa). I precedenti motori furono sostituiti da nuove unità, tutte con distribuzione bialbero e quattro valvole per cilindro. I modelli a quattro cilindri portarono al debutto la nuova famiglia di propulsori M111, che comprendeva un 2 litri da 136 CV e un 2,2 litri da 150 CV. In alcuni mercati (tra cui l'Italia) i modelli equipaggiati con questi motori erano denominati 200 E-16 e 220 E-16, per distinguerli dalla versione 200 E con motore a otto valvole ancora il listino, mentre altrove erano indicati come 200 E e 220 E. I modelli a sei cilindri furono invece equipaggiati con due nuove versioni del motore M104, identiche al 3 litri, ma con nuove cubature da 2,8 litri (per la 280 E da 197 CV) e 3,2 litri (per la 320 E da 220 CV).
Furono quindi cancellate tutte le 230 E/TE/CE, le 260 E (anche Lang) e le 300 E/TE/CE ad esclusione delle 4MATIC. Solo la recente cabriolet mantenne la 300 CE-24 come unica versione disponibile, sempre con il sei cilindri a 24 valvole da 3 litri.

#### La terza serie (1993-1997): la primaClasse E

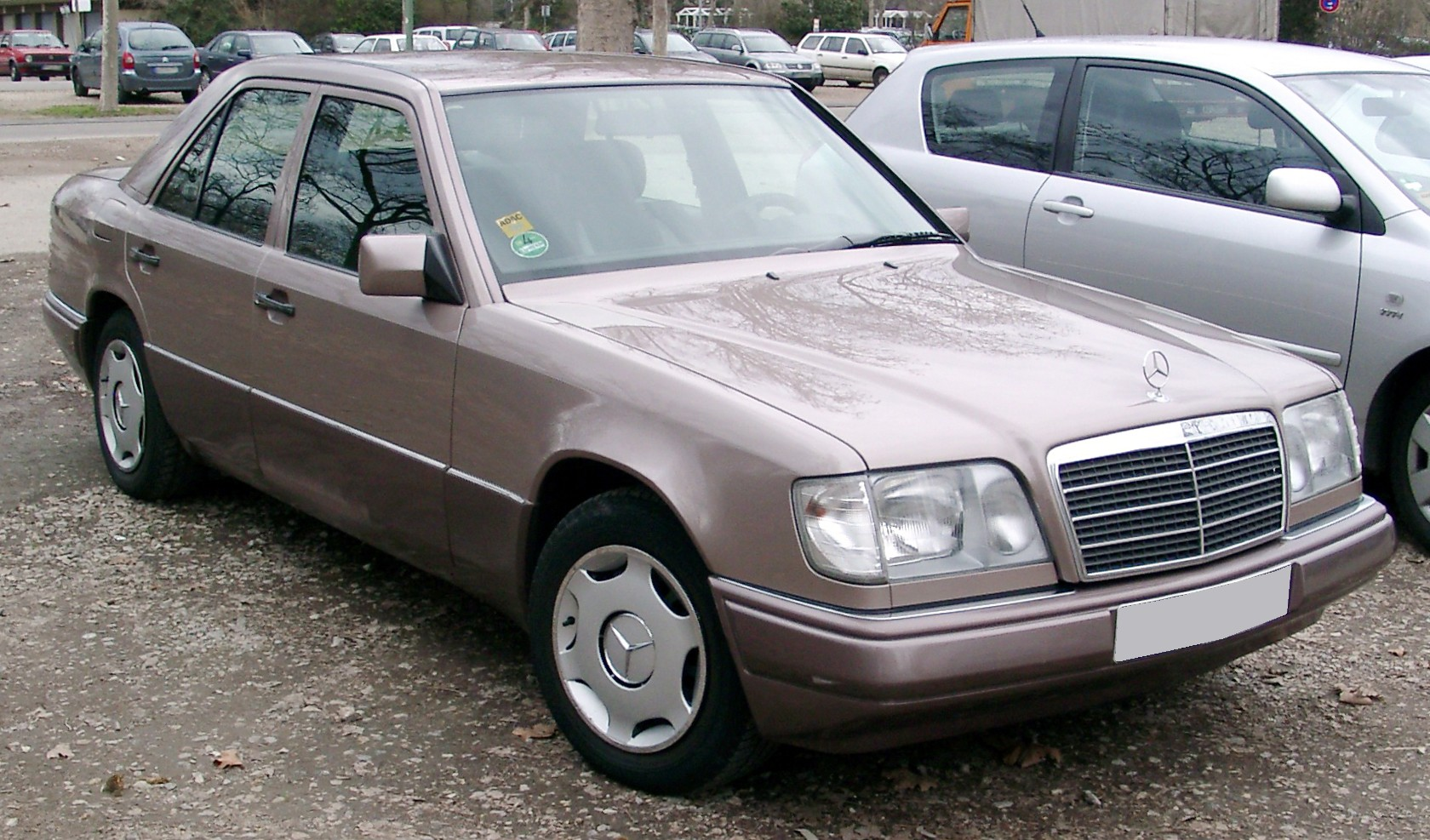
La Classe E restyling, vista anteriore

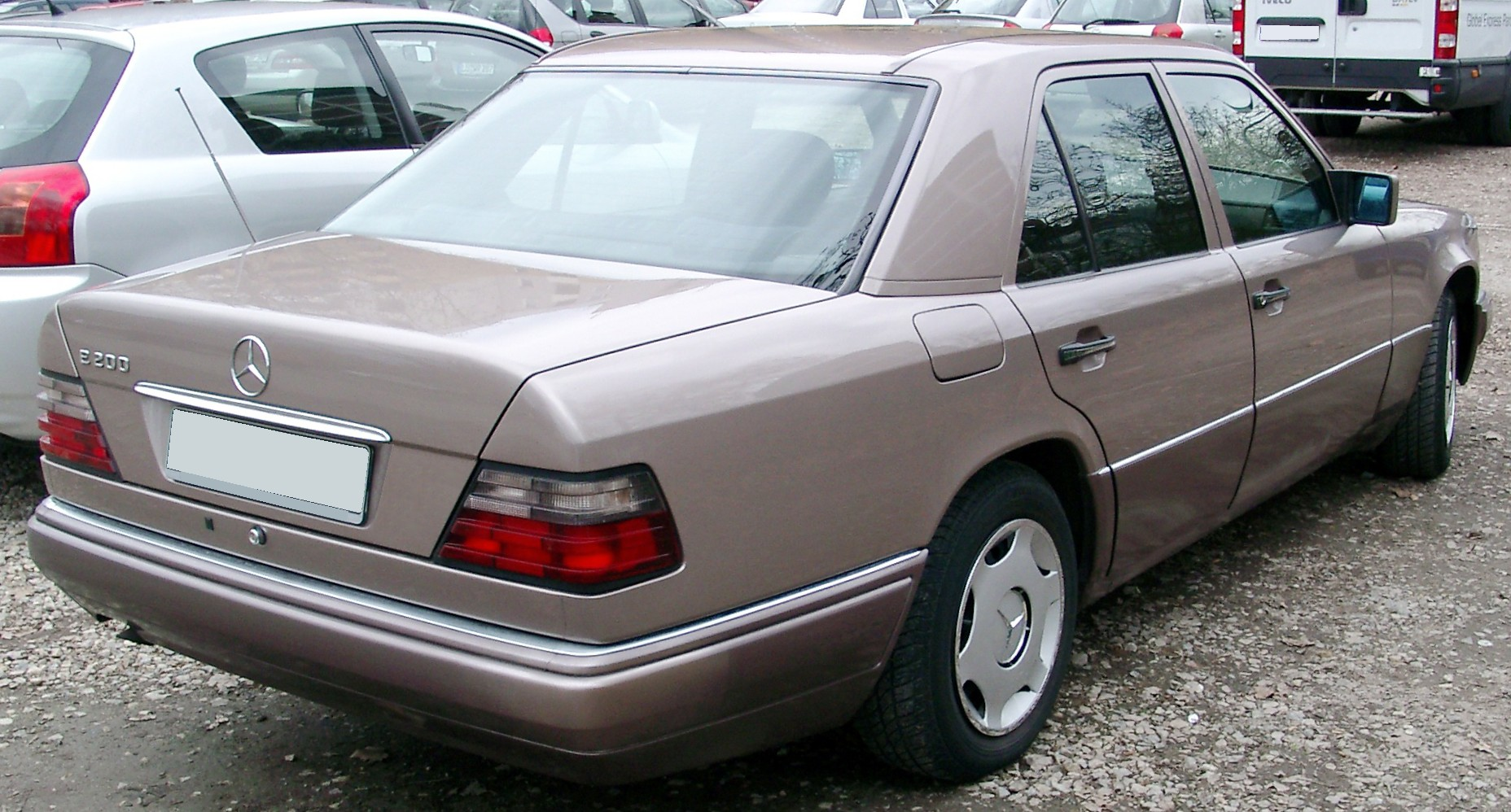
La Classe E restyling, vista posteriore

A metà del 1993 un restyling coinvolse anche i lamierati dando vita alla terza serie, denominata per la prima volta Classe E, in accordo con la nomenclatura inaugurata pochi mesi prima con la Classe C.
A cambiare fu soprattutto il frontale, con la nuova mascherina-radiatore inglobata nella lamiera del cofano e nuovi fari più arrotondati e dotati, su tutte le versioni, di trasparente bianco per il lampeggiante. Nella zona posteriore, ma non per la station wagon, la fascia paracolpi sul paraurti fu allungata fino al passaruota, mentre erano diversi anche il colore dei fari (con trasparente fumé per i lampeggianti e le luci di retromarcia) e il coperchio del bagagliaio (la zona porta-targa era meno incassata e, a esclusione delle coupé e cabriolet, presentava un nuovo profilo cromato). Su tutti i modelli le scritte indicanti la denominazione del modello cambiavano leggermente carattere e perdevano la sottolineatura. Inoltre le fasce paracolpi dei paraurti, anziché nere, assunsero il medesimo colore dei fascioni, mentre furono proposte colorazioni inedite, copricerchi di nuovo disegno e alcune differenze nell'allestimento interno come le cinture di sicurezza posteriori regolabili automaticamente in altezza, in stile Classe C.
Tra i motori giunsero due novità assolute: i precedenti motori a gasolio aspirati a cinque e sei cilindri furono sostituiti dalle nuove unità con testata bialbero con quattro valvole per cilindro (il 2,5 litri OM605 da 113 CV e il 3 litri OM606 da 136 CV).
I motori a benzina erano invece gli stessi presentati pochi mesi prima, ma furono definitivamente cancellati il 2 litri 8 valvole e il 3 litri 24 valvole, mentre il 2,8 litri, per ragioni fiscali, subì un calo della potenza massima da 197 a 193 CV.
Per la versione a trazione integrale 4MATIC rimasero disponibili solo i sei cilindri monoalbero 3 litri a benzina e turbodiesel, mentre al vertice della gamma si trovavano ancora le due versioni con i motori V8; la E 420 aveva adesso ruote da 215/55 ZR16 di serie e i freni anteriori maggiorati ripresi dalla SL. La E 500 invece non era più assemblata in collaborazione con Porsche e, pur adottando le modifiche della terza serie, mantenne i paraurti posteriori con la fascia paracolpi che terminava all'altezza dei fari.
A eccezione dei modelli V8 (disponibili solo in versione berlina con allestimento unico), tutta la gamma era proposta con tre livelli di finitura, seguendo ancora una volta quanto fatto sulla nuova Classe C: "Classic" (versione base), "Elegance" (versione di lusso) e "Sportline" (versione sportiva).
La gamma della serie 124 uscì di listino in modo graduale a partire dal 1995, anno in cui scomparve la berlina. La station wagon rimase in produzione fino al 1996, come la coupé. L'ultima ad abbandonare le linee di montaggio fu la cabriolet, eliminata nel 1997.
Berlina e station wagon furono rimpiazzate dalle equivalenti versioni della Classe E W210, mentre il posto delle coupé e cabriolet venne preso dalle corrispondenti varianti della CLK prima serie.

## Produzione
I dati sulla produzione totale della serie 124 discordano in base alle fonti considerate. Quelle più accreditate riportano un totale di 2.737.861 unità, così suddivise:
- 2.219.566 berline W124 (nel conto sono inclusi anche i telai F124 e VF124 per allestimenti speciali)
- 340.503 station wagon S124
- 141.498 coupé C124
- 33.952 cabriolet A124
- 2.342 limousine a passo lungo V124

Altre fonti riportano una produzione totale di 2.724.381 vetture, oppure 2.583.470 esemplari in tutto, così suddivisi:
- 2.058.777 berline W124
- 340.503 station wagon S124
- 141.498 coupé C124
- 33.952 cabriolet A124
- 2.342 limousine V124
- 6.398 telai per allestimenti speciali F124 e VF124

### Caratteristiche ed esemplari prodotti
Sulla prima fonte citata si basano i dati riportati nelle tabelle relative ai diversi modelli della gamma 124.
| Motori Mercedes-Benz Berlina (W124)                     |               |                     |                  |                                                                       |                               |                    |        |                    |                     |                          |                    |                       |                    |
| Modello                                                 | Codice telaio | Motore (codice)     | Cilindrata (cm³) | Alimentazione                                                         | Potenza max CV/rpm            | Coppia max N•m/rpm | Cambio | Massa a vuoto (kg) | Velocità max (km/h) | Accelerazione 0–100 km/h | Consumo (l/100 km) | Periodo di produzione | Esemplari prodotti |
| Motori a benzina                                        |               |                     |                  |                                                                       |                               |                    |        |                    |                     |                          |                    |                       |                    |
| 200                                                     | 124.020       | M102V20 (102.922)   | 1997             | Carburatore                                                           | 109/5200                      | 170/2500           | M/4    | 1.260              | 187                 | 12"6                     | 8.8                | 12/84-08/86           | 110.354            |
| 200 (cat)                                               | 124.020       | M102V20 (102.922)   | 1997             | Carburatore                                                           | 105/5500                      | 160/3000           | M/4    | 1.280              | 185                 | 13"                      | 9.1                | 09/86-06/90           | 110.354            |
| 200 E                                                   | 124.021       | M102E20 (102.963)   | 1997             | Iniezione meccanico-elettronica                                       | 122/5100                      | 178/3500           | M/4    | 1.280              | 195                 | 11"4                     | 8.9                | 12/84-08/89           | 176.660            |
| 200 E (cat)                                             | 124.021       | M102E20 (102.963)   | 1997             | Iniezione meccanico-elettronica                                       | 118/5200                      | 172/3500           | M/4    | 1.320              | 193                 | 12"                      | 9.1                | 09/89-10/92           | 176.660            |
| 200 E-16 (E 200-16 dal 07/93)                           | 124.019       | M111E20 (111.940)   | 1998             | Iniezione elettronica                                                 | 136/5500                      | 190/4000           | M/5    | 1.360              | 200                 | 11"5                     | 8.6                | 09/92-08/95           | 82.588             |
| 220 E (E 220 dal 07/93)                                 | 124.022       | M111E22 (111.960)   | 2199             | Iniezione elettronica                                                 | 150/5500                      | 210/4000           | M/5    | 1.370              | 210                 | 10"6                     | 8.8                | 09/92-06/96           | 105.346            |
| 230 E                                                   | 124.023       | M102E23 (102.982)   | 2299             | Iniezione meccanico-elettronica                                       | 136/5100                      | 205/3500           | M/4    | 1.280              | 203                 | 10"4                     | 8.8                | 12/84-08/86           | 375.357            |
| 230 E (cat)                                             | 124.023       | M102E23 (102.982)   | 2299             | Iniezione meccanico-elettronica                                       | 132/5100                      | 198/3500           | M/4    | 1.310              | 200                 | 10"6                     | 9.2                | 09/86-08/89           | 375.357            |
| 230 E (cat)                                             | 124.023       | M102E23 (102.982)   | 2299             | Iniezione meccanico-elettronica                                       | 132/5100                      | 198/3500           | M/4    | 1.360              | 200                 | 11"3                     | 9.2                | 09/89-10/92           | 375.357            |
| 260 E                                                   | 124.026       | M103E26 (103.940)   | 2599             | Iniezione meccanico-elettronica                                       | 166/5800                      | 228/4600           | M/5    | 1.330              | 218                 | 8"7                      | 9.4                | 09/85-08/86           | 155.440            |
| 260 E (cat)                                             | 124.026       | M103E26 (103.940)   | 2599             | Iniezione meccanico-elettronica                                       | 160/5800                      | 220/4600           | M/5    | 1.370              | 218                 | 9"                       | 9.8                | 09/86-08/89           | 155.440            |
| 260 E (cat)                                             | 124.026       | M103E26 (103.940)   | 2597             | Iniezione meccanico-elettronica                                       | 160/5800                      | 220/4600           | M/5    | 1.420              | 218                 | 9"8                      | 10.9               | 09/89-10/92           | 155.440            |
| 260 E 4MATIC                                            | 124.226       | M103E26 (103.943)   | 2599             | Iniezione meccanico-elettronica                                       | 166/5800                      | 228/4600           | M/5    | 1.490              | 210                 | 10"                      | 10.3               | 04/87-08/89           | 1.943              |
| 260 E 4MATIC (cat)                                      | 124.226       | M103E26 (103.943)   | 2599             | Iniezione meccanico-elettronica                                       | 160/5800                      | 220/4600           | M/5    | 1.510              | 207                 | 10"3                     | 10.7               | 10/86-08/89           | 1.943              |
| 260 E 4MATIC (cat)                                      | 124.226       | M103E26 (103.943)   | 2597             | Iniezione meccanico-elettronica                                       | 160/5800                      | 220/4600           | M/5    | 1.540              | 205                 | 10"4                     | 11                 | 09/89-10/92           | 1.943              |
| 280 E (E 280 dal 07/93)                                 | 124.028       | M104E28 (104.942)   | 2799             | Iniezione elettronica                                                 | 197/5800 (193/5500 dal 07/93) | 270/3750           | M/5    | 1.490              | 230                 | 9"1                      | 10.7               | 09/92-08/95           | 57.701             |
| 300 E                                                   | 124.030       | M103E30 (103.983)   | 2962             | Iniezione meccanico-elettronica                                       | 188/5700                      | 260/4400           | M/5    | 1.340              | 228                 | 7"9                      | 8.9                | 04/85-08/86           | 258.063            |
| 300 E (cat)                                             | 124.030       | M103E30 (103.983)   | 2962             | Iniezione meccanico-elettronica                                       | 180/5700                      | 255/4400           | M/5    | 1.370              | 225                 | 8"1                      | 9.4                | 09/86-08/89           | 258.063            |
| 300 E (cat)                                             | 124.030       | M103E30 (103.983)   | 2960             | Iniezione meccanico-elettronica                                       | 180/5700                      | 255/4400           | M/5    | 1.420              | 225                 | 8"2                      | 10.9               | 09/89-11/92           | 258.063            |
| 300 E 4MATIC                                            | 124.230       | M103E30 (103.985)   | 2962             | Iniezione meccanico-elettronica                                       | 188/5700                      | 260/4400           | M/5    | 1.540              | 220                 | 8"6                      | 10.3               | 04/87-08/89           | 14.202             |
| 300 E 4MATIC (cat) (E 300 4MATIC dal 07/93)             | 124.230       | M103E30 (103.985)   | 2962             | Iniezione meccanico-elettronica                                       | 180/5700                      | 255/4600           | M/5    | 1.550              | 217                 | 8"8                      | 10.7               | 04/87-08/89           | 14.202             |
| 300 E 4MATIC (cat) (E 300 4MATIC dal 07/93)             | 124.230       | M103E30 (103.985)   | 2960             | Iniezione meccanico-elettronica                                       | 180/5700                      | 255/4600           | A/4    | 1.570              | 217                 | 9"1                      | 11.7               | 09/89-4/95            | 14.202             |
| 300 E-24                                                | 124.031       | M104E30 (104.980)   | 2960             | Iniezione meccanico-elettronica                                       | 220/6400                      | 265/4600           | M/5    | 1.480              | 237                 | 8"                       | 11                 | 08/89-10/92           | 19.300             |
| 320 E (E 320 dal 07/93)                                 | 124.032       | M104E32 (104.992)   | 3199             | Iniezione elettronica                                                 | 220/5500                      | 310/3750           | M/5    | 1.490              | 235                 | 8"                       | 11                 | 09/92-07/93           | 63.950             |
| 320 E (E 320 dal 07/93)                                 | 124.032       | M104E32 (104.992)   | 3199             | Iniezione elettronica                                                 | 220/5500                      | 310/3750           | M/5    | 1.490              | 235                 | 8"3                      | 11                 | 07/93-08/95           | 63.950             |
| 400 E (E 420 dal 07/93)                                 | 124.034       | M119E42 (119.975)   | 4196             | Iniezione elettronica                                                 | 279/5700                      | 400/3900           | A/4    | 1.620              | 250                 | 7"2                      | 11.9               | 09/91-09/92           | 22.802             |
| 400 E (E 420 dal 07/93)                                 | 124.034       | M119E42 (119.975)   | 4196             | Iniezione elettronica                                                 | 279/5700                      | 400/3900           | A/4    | 1.620              | 250                 | 7"2                      | 13.1               | 10/92-07/93           | 22.802             |
| 500 E (E 500 dal 07/93)                                 | 124.036       | M119E50 (119.974)   | 4973             | Iniezione elettronica                                                 | 326/5700                      | 480/3900           | A/4    | 1.700              | 250                 | 6"1                      | 13.5               | 02/91-09/92           | 10.479             |
| 500 E (E 500 dal 07/93)                                 | 124.036       | M119E50 (119.974)   | 4973             | Iniezione elettronica                                                 | 320/5600                      | 470/3900           | A/4    | 1.710              | 250                 | 6"1                      | 13.1               | 10/92-04/95           | 10.479             |
| E 60 AMG                                                | 124.036       | M119E60             | 5956             | Iniezione elettronica                                                 | 381/5600                      | 470/3900           | A/4    | 1.710              | 250                 | 5"4                      | 12.3               | 07/93-04/95           | 10.479             |
| Motori a gasolio                                        |               |                     |                  |                                                                       |                               |                    |        |                    |                     |                          |                    |                       |                    |
| 200 D (E 200 DIESEL dal 07/93)                          | 124.120       | OM601D20 (601.912)  | 1997             | Iniezione meccanica con precamera e pompa in linea                    | 72/4600                       | 123/2800           | M/4    | 1.280              | 160                 | 18"5                     | 6.8                | 01/85-08/89           | 236.926            |
| 200 D (E 200 DIESEL dal 07/93)                          | 124.120       | OM601D20 (601.912)  | 1997             | Iniezione meccanica con precamera e pompa in linea                    | 75/4600                       | 126/ 2700-3550     | M/4    | 1.330              | 160                 | 18"5                     | 6.8                | 09/89-07/93           | 236.926            |
| 200 D (E 200 DIESEL dal 07/93)                          | 124.120       | OM601D20 (601.912)  | 1997             | Iniezione meccanica con precamera e pompa in linea                    | 75/4600                       | 126/ 2700-3550     | M/5    | 1.340              | 160                 | 18"5                     | 6.8                | 07/93-08/95           | 236.926            |
| 250 D (E 250 DIESEL dal 07/93)                          | 124.125       | OM602D25 (602.912)  | 2497             | Iniezione meccanica con precamera e pompa in linea                    | 90/4600                       | 154/2800           | M/5    | 1.320              | 175                 | 16"5                     | 7.1                | 12/84-08/89           | 239.883            |
| 250 D (E 250 DIESEL dal 07/93)                          | 124.125       | OM602D25 (602.912)  | 2497             | Iniezione meccanica con precamera e pompa in linea                    | 94/4600                       | 158/ 2600-3100     | M/5    | 1.370              | 175                 | 16"5                     | 7.1                | 09/89-07/93           | 239.883            |
| 250 D (E 250 DIESEL dal 07/93)                          | 124.126       | OM605D25 (605.911)  | 2497             | Iniezione meccanica con precamera e pompa in linea                    | 113/5000                      | 173/ 2000-4600     | M/5    | 1.420              | 190                 | 15"6                     | 7.1                | 07/93-06/96           | 42.354             |
| 250 D TURBO (E 250 TURBODIESEL dal 07/93)               | 124.128       | OM602D25A (602.962) | 2497             | Iniezione meccanica con pre-camera, pompa in linea e turbocompressore | 126/4600                      | 231/2800           | A/4    | 1.410              | 195                 | 12"3                     | 7.7                | 08/88-08/89           | 48.876             |
| 250 D TURBO (E 250 TURBODIESEL dal 07/93)               | 124.128       | OM602D25A (602.962) | 2497             | Iniezione meccanica con pre-camera, pompa in linea e turbocompressore | 126/4600                      | 231/2800           | M/5    | 1.440              | 198                 | 12"3                     | 7.6                | 09/89-06/95           | 48.876             |
| 300 D (E 300 DIESEL dal 07/93)                          | 124.130       | OM603D30 (603.912)  | 2996             | Iniezione meccanica con pre-camera e pompa in linea                   | 109/4600                      | 185/2800           | M/5    | 1.390              | 190                 | 13"7                     | 7.4                | 12/84-08/89           | 131.647            |
| 300 D (E 300 DIESEL dal 07/93)                          | 124.130       | OM603D30 (603.912)  | 2996             | Iniezione meccanica con pre-camera e pompa in linea                   | 113/4600                      | 191/ 2800-3.050    | M/5    | 1.440              | 190                 | 13"7                     | 7.4                | 09/89-07/93           | 131.647            |
| 300 D (E 300 DIESEL dal 07/93)                          | 124.130       | OM606D30 (606.910)  | 2996             | Iniezione meccanica con pre-camera e pompa in linea                   | 136/5000                      | 210 2200-4600      | M/5    | 1.470              | 200                 | 13"                      | 7.4                | 07/93-08/95           | 23.166             |
| 300 D 4MATIC                                            | 124.330       | OM603D30 (603.913)  | 2996             | Iniezione meccanica con pre-camera e pompa in linea                   | 109/4600                      | 185/2800           | M/5    | 1.510              | 183                 | 15"                      | 8.2                | 04/87-08/89           | 1.485              |
| 300 D 4MATIC                                            | 124.330       | OM603D30 (603.913)  | 2996             | Iniezione meccanica con pre-camera e pompa in linea                   | 113/4600                      | 191/ 2800-3.050    | M/5    | 1.470              | 183                 | 15"                      | 8.2                | 09/89-06/91           | 1.485              |
| 300 D TURBO (E 300 TURBODIESEL dal 07/93)               | 124.133       | OM603D30A (603.960) | 2996             | Iniezione meccanica con pre-camera, pompa in linea e turbocompressore | 143/4600                      | 267/2400           | A/4    | 1.450              | 202                 | 10"9                     | 7.9                | 05/85-08/89           | 38.908             |
| 300 D TURBO (E 300 TURBODIESEL dal 07/93)               | 124.133       | OM603D30A (603.960) | 2996             | Iniezione meccanica con pre-camera, pompa in linea e turbocompressore | 147/4600                      | 273/2400           | A/4    | 1.490              | 202                 | 10"9                     | 7.9                | 09/89-06/95           | 38.908             |
| 300 D TURBO 4MATIC (E 300 TURBODIESEL 4MATIC dal 07/93) | 124.030       | OM603D30A (603.963) | 2996             | Iniezione meccanica con pre-camera, pompa in linea e turbocompressore | 143/4600                      | 267/2400           | A/4    | 1.570              | 198                 | 11"8                     | 8.7                | 10/87-08/89           | 2.136              |
| 300 D TURBO 4MATIC (E 300 TURBODIESEL 4MATIC dal 07/93) | 124.030       | OM603D30A (603.963) | 2996             | Iniezione meccanica con pre-camera, pompa in linea e turbocompressore | 147/4600                      | 273/2400           | A/4    | 1.610              | 198                 | 11"8                     | 8.7                | 09/89-03/95           | 2.136              |

| Motori Mercedes-Benz Station wagon (S124)               |               |                     |                  |                                                                       |                    |                    |        |                    |                     |                          |                    |                       |                    |
| Modello                                                 | Codice telaio | Motore (codice)     | Cilindrata (cm³) | Alimentazione                                                         | Potenza max CV/rpm | Coppia max N•m/rpm | Cambio | Massa a vuoto (kg) | Velocità max (km/h) | Accelerazione 0–100 km/h | Consumo (l/100 km) | Periodo di produzione | Esemplari prodotti |
| Motori a benzina                                        |               |                     |                  |                                                                       |                    |                    |        |                    |                     |                          |                    |                       |                    |
| 200 T                                                   | 124.080       | M102V20 (102.922)   | 1997             | Carburatore                                                           | 109/5200           | 170/2500           | M/4    | 1.390              | 175                 | 13"6                     | 9.6                | 11/85-08/86           | 7.467              |
| 200 T (cat)                                             | 124.080       | M102V20 (102.922)   | 1997             | Carburatore                                                           | 105/5500           | 160/3000           | M/4    | 1.450              | 173                 | 14"                      | 9.9                | 09/86-05/90           | 7.467              |
| 200 TE                                                  | 124.081       | M102E20 (102.963)   | 1997             | Iniezione meccanico-elettronica                                       | 122/5100           | 178/3500           | M/4    | 1.440              | 195                 | 11"4                     | 8.9                | 10/88-08/89           | 20.555             |
| 200 TE (cat)                                            | 124.081       | M102E20 (102.963)   | 1997             | Iniezione meccanico-elettronica                                       | 118/5200           | 172/3500           | M/4    | 1.460              | 180                 | 12"9                     | 9.9                | 10/88-10/92           | 20.555             |
| 200 TE-16 (E 200-16 dal 07/93)                          | 124.079       | M111E20 (111.940)   | 1998             | Iniezione elettronica                                                 | 136/5500           | 190/4000           | M/5    | 1.470              | 188                 | 11"6                     | 9.3                | 09/92-07/93           | 15.279             |
| 200 TE-16 (E 200-16 dal 07/93)                          | 124.079       | M111E20 (111.940)   | 1998             | Iniezione elettronica                                                 | 136/5500           | 190/4000           | M/5    | 1.470              | 188                 | 12"1                     | 9.3                | 07/93-02/96           | 15.279             |
| 220 TE (E 220 dal 07/93)                                | 124.082       | M111E22 (111.960)   | 2199             | Iniezione elettronica                                                 | 150/5500           | 210/4000           | M/5    | 1.480              | 198                 | 10"8                     | 9.6                | 09/92-02/96           | 22.057             |
| 230 TE                                                  | 124.083       | M102E23 (102.982)   | 2299             | Iniezione meccanico-elettronica                                       | 136/5100           | 205/3500           | M/4    | 1.400              | 190                 | 10"9                     | 9.5                | 12/84-08/86           | 64.945             |
| 230 TE (cat)                                            | 124.083       | M102E23 (102.982)   | 2299             | Iniezione meccanico-elettronica                                       | 132/5100           | 198/3500           | M/4    | 1.420              | 188                 | 11"4                     | 9.9                | 09/86-08/89           | 64.945             |
| 230 TE (cat)                                            | 124.083       | M102E23 (102.982)   | 2299             | Iniezione meccanico-elettronica                                       | 132/5100           | 198/3500           | M/4    | 1.480              | 188                 | 11"4                     | 9.9                | 09/89-10/92           | 64.945             |
| 280 TE (E 280 dal 07/93)                                | 124.088       | M104E28 (104.942)   | 2799             | Iniezione elettronica                                                 | 197/5800           | 270/3750           | M/5    | 1.590              | 218                 | 9"4                      | 11.2               | 09/92-07/93           | 12.177             |
| 280 TE (E 280 dal 07/93)                                | 124.088       | M104E28 (104.942)   | 2799             | Iniezione elettronica                                                 | 193/5500           | 270/3750           | M/5    | 1.590              | 218                 | 9"4                      | 11.2               | 07/93-02/96           | 12.177             |
| 300 TE                                                  | 124.090       | M103E30 (103.983)   | 2962             | Iniezione meccanico-elettronica                                       | 188/5700           | 260/4400           | M/5    | 1.470              | 215                 | 8"2                      | 10.2               | 11/85-08/86           | 41.775             |
| 300 TE (cat)                                            | 124.090       | M103E30 (103.983)   | 2962             | Iniezione meccanico-elettronica                                       | 180/5700           | 255/4400           | M/5    | 1.480              | 212                 | 8"4                      | 10.4               | 09/86-08/89           | 41.775             |
| 300 TE (cat)                                            | 124.090       | M103E30 (103.983)   | 2960             | Iniezione meccanico-elettronica                                       | 180/5700           | 255/4400           | M/5    | 1.530              | 212                 | 9"1                      | 11.5               | 09/89-11/92           | 41.775             |
| 300 TE 4MATIC                                           | 124.290       | M103E30 (103.985)   | 2962             | Iniezione meccanico-elettronica                                       | 188/5700           | 260/4400           | M/5    | 1.600              | 207                 | 9"4                      | 11                 | 04/87-08/89           | 12.094             |
| 300 TE 4MATIC (cat) (E 300 4MATIC dal 07/93)            | 124.290       | M103E30 (103.985)   | 2962             | Iniezione meccanico-elettronica                                       | 180/5700           | 255/4600           | M/5    | 1.610              | 204                 | 9"6                      | 11.5               | 04/87-08/89           | 12.094             |
| 300 TE 4MATIC (cat) (E 300 4MATIC dal 07/93)            | 124.290       | M103E30 (103.985)   | 2960             | Iniezione meccanico-elettronica                                       | 180/5700           | 255/4600           | M/5    | 1.630              | 205                 | 9"7                      | 11.9               | 09/89-07/93           | 12.094             |
| 300 TE 4MATIC (cat) (E 300 4MATIC dal 07/93)            | 124.290       | M103E30 (103.985)   | 2960             | Iniezione meccanico-elettronica                                       | 180/5700           | 255/4600           | A/4    | 1.670              | 204                 | 9"8                      | 12.3               | 07/93-04/95           | 12.094             |
| 300 TE-24                                               | 124.091       | M104E30 (104.980)   | 2960             | Iniezione meccanico-elettronica                                       | 220/6400           | 265/4600           | M/5    | 1.590              | 222                 | 8"3                      | 11.9               | 09/89-10/92           | 6.282              |
| 320 TE (E 320 dal 07/93)                                | 124.092       | M104E32 (104.992)   | 3199             | Iniezione elettronica                                                 | 220/5500           | 310/3750           | M/5    | 1.590              | 222                 | 8"3                      | 11.6               | 09/92-07/93           | 18.368             |
| 320 TE (E 320 dal 07/93)                                | 124.092       | M104E32 (104.992)   | 3199             | Iniezione elettronica                                                 | 220/5500           | 310/3750           | M/5    | 1.590              | 225                 | 8"6                      | 11.6               | 07/93-02/96           | 18.368             |
| E 36 AMG                                                | 124.092       | M104E36 (104.993)   | 3606             | Iniezione elettronica                                                 | 272/5750           | 385/ 3750-4500     | A/4    | 1.640              | 240                 | 7"2                      | 11.7               | 1993-96               | 18.368             |
| Motori a gasolio                                        |               |                     |                  |                                                                       |                    |                    |        |                    |                     |                          |                    |                       |                    |
| 200 TD (E 200 DIESEL dal 07/93)                         | 124.180       | OM601D20 (601.912)  | 1997             | Iniezione meccanica con precamera e pompa in linea                    | 72/4600            | 123/2800           | M/5    | 1.410              | 150                 | 21"7                     | 7.5                | 11/85-08/89           | 7.373              |
| 200 TD (E 200 DIESEL dal 07/93)                         | 124.180       | OM601D20 (601.912)  | 1997             | Iniezione meccanica con precamera e pompa in linea                    | 75/4600            | 126/ 2700-3550     | M/5    | 1.460              | 150                 | 21"7                     | 7.5                | 09/89-06/91           | 7.373              |
| 250 TD (E 250 DIESEL dal 07/93)                         | 124.185       | OM602D25 (602.912)  | 2497             | Iniezione meccanica con precamera e pompa in linea                    | 90/4600            | 154/2800           | M/5    | 1.440              | 165                 | 17"6                     | 7.7                | 10/85-08/89           | 43.628             |
| 250 TD (E 250 DIESEL dal 07/93)                         | 124.185       | OM602D25 (602.912)  | 2497             | Iniezione meccanica con precamera e pompa in linea                    | 94/4600            | 158/ 2600-3100     | M/5    | 1.510              | 165                 | 17"6                     | 7.7                | 09/89-07/93           | 43.628             |
| 250 TD (E 250 DIESEL dal 07/93)                         | 124.127       | OM605D25 (605.911)  | 2497             | Iniezione meccanica con precamera e pompa in linea                    | 113/5000           | 173/ 2000-4600     | M/5    | 1.530              | 180                 | 16"3                     | 7.7                | 07/93-06/96           | 15.625             |
| 250 TD TURBO (E 250 TURBODIESEL dal 07/93)              | 124.188       | OM602D25A (602.962) | 2497             | Iniezione meccanica con pre-camera, pompa in linea e turbocompressore | 126/4600           | 231/2800           | M/5    | 1.560              | 190                 | 12"9                     | 8.3                | 08/88-08/89           | 4.745              |
| 300 TD (E 300 DIESEL dal 07/93)                         | 124.190       | OM603D30 (603.912)  | 2996             | Iniezione meccanica con pre-camera e pompa in linea                   | 109/4600           | 185/2800           | M/5    | 1.490              | 180                 | 14"6                     | 7.9                | 09/86-08/89           | 21.901             |
| 300 TD (E 300 DIESEL dal 07/93)                         | 124.190       | OM603D30 (603.912)  | 2996             | Iniezione meccanica con pre-camera e pompa in linea                   | 113/4600           | 191/ 2800-3.050    | M/5    | 1.550              | 180                 | 14"6                     | 7.9                | 09/89-07/93           | 21.901             |
| 300 TD (E 300 DIESEL dal 07/93)                         | 124.191       | OM606D30 (606.910)  | 2996             | Iniezione meccanica con pre-camera e pompa in linea                   | 136/5000           | 210 2200-4600      | M/5    | 1.580              | 190                 | 13"7                     | 7.9                | 07/93-02/96           | 9.071              |
| 300 TD TURBO (E 300 TURBODIESEL dal 07/93)              | 124.193       | OM603D30A (603.960) | 2996             | Iniezione meccanica con pre-camera, pompa in linea e turbocompressore | 143/4600           | 267/2400           | A/4    | 1.560              | 195                 | 10"9                     | 8.4                | 06/86-08/88           | 14.844             |
| 300 TD TURBO (E 300 TURBODIESEL dal 07/93)              | 124.193       | OM603D30A (603.960) | 2996             | Iniezione meccanica con pre-camera, pompa in linea e turbocompressore | 147/4600           | 273/2400           | A/4    | 1.580              | 195                 | 10"9                     | 8.4                | 09/88-07/93           | 14.844             |
| 300 TD TURBO (E 300 TURBODIESEL dal 07/93)              | 124.193       | OM603D30A (603.960) | 2996             | Iniezione meccanica con pre-camera, pompa in linea e turbocompressore | 147/4600           | 273/2400           | A/4    | 1.600              | 195                 | 10"9                     | 8.4                | 07/93-02/96           | 14.844             |
| 300 TD TURBO 4MATIC (E 300 TURBODIESEL 4MATIC dal 07/93 | 124.330       | OM603D30A (603.963) | 2996             | Iniezione meccanica con pre-camera, pompa in linea e turbocompressore | 143/4600           | 267/2400           | A/4    | 1.680              | 188                 | 12"8                     | 9.2                | 06/86-08/88           | 2.317              |
| 300 TD TURBO 4MATIC (E 300 TURBODIESEL 4MATIC dal 07/93 | 124.330       | OM603D30A (603.963) | 2996             | Iniezione meccanica con pre-camera, pompa in linea e turbocompressore | 147/4600           | 273/2400           | A/4    | 1.710              | 188                 | 12"8                     | 9.2                | 09/88-03/95           | 2.317              |

| Motori Mercedes-Benz Coupé (C124) |               |                   |                  |                                 |                    |                    |        |                    |                     |                          |                    |                                                                   |                    |
| Modello                           | Codice telaio | Motore (codice)   | Cilindrata (cm³) | Alimentazione                   | Potenza max CV/rpm | Coppia max N•m/rpm | Cambio | Massa a vuoto (kg) | Velocità max (km/h) | Accelerazione 0–100 km/h | Consumo (l/100 km) | Periodo di produzione                                             | Esemplari prodotti |
| 200 CE (E 200 dal 07/93)          | 124.041       | M102E20 (102.963) | 1997             | Iniezione meccanico-elettronica | 122/5100           | 178/3500           | M/5    | 1.360              | 195                 | 12"                      | 8.7                | 06/90-12/92 (solo per l'Italia)                                   | 5.921              |
| 200 CE (E 200 dal 07/93)          | 124.040       | M111E20 (111.940) | 1998             | Iniezione elettronica           | 136/5500           | 190/4000           | M/5    | 1.380              | 200                 | 11"5                     | 8.8                | 09/92-03/96 (fino al 12/94, solo per Italia, Grecia e Portogallo) | 7.848              |
| 220 CE (E 220 dal 07/93)          | 124.042       | M111E22 (111.960) | 2199             | Iniezione elettronica           | 150/5500           | 210/4000           | M/5    | 1.390              | 210                 | 10"6                     | 9                  | 09/92-03/96                                                       | 12.337             |
| 230 CE                            | 124.043       | M102E23 (102.982) | 2299             | Iniezione meccanico-elettronica | 136/5100           | 205/3500           | M/5    | 1.340              | 203                 | 10"4                     | 8.4                | 04/87-08/89                                                       | 33.675             |
| 230 CE (cat)                      | 124.043       | M102E23 (102.982) | 2299             | Iniezione meccanico-elettronica | 132/5100           | 198/3500           | M/5    | 1.360              | 200                 | 10"6                     | 8.7                | 04/87-08/89                                                       | 33.675             |
| 230 CE (cat)                      | 124.043       | M102E23 (102.982) | 2299             | Iniezione meccanico-elettronica | 132/5100           | 198/3500           | M/5    | 1.380              | 200                 | 11"1                     | 9.2                | 09/89-09/92                                                       | 33.675             |
| 300 CE                            | 124.050       | M103E30 (103.983) | 2962             | Iniezione meccanico-elettronica | 188/5700           | 260/4400           | M/5    | 1.390              | 228                 | 7"9                      | 9.5                | 04/87-08/89                                                       | 43.486             |
| 300 CE (cat)                      | 124.050       | M103E30 (103.983) | 2962             | Iniezione meccanico-elettronica | 180/5700           | 255/4400           | M/5    | 1.400              | 225                 | 8"1                      | 9.9                | 04/87-08/89                                                       | 43.486             |
| 300 CE (cat)                      | 124.050       | M103E30 (103.983) | 2960             | Iniezione meccanico-elettronica | 180/5700           | 255/4400           | M/5    | 1.420              | 225                 | 7"9                      | 10.9               | 09/89-11/92                                                       | 43.486             |
| 300 CE-24                         | 124.051       | M104E30 (104.980) | 2960             | Iniezione meccanico-elettronica | 220/6400           | 265/4600           | M/5    | 1.480              | 237                 | 8"                       | 11                 | 08/89-11/92                                                       | 24.463             |
| 320 CE (E 320 dal 07/93)          | 124.052       | M104E32 (104.992) | 3199             | Iniezione elettronica           | 220/5500           | 310/3750           | M/5    | 1.490              | 235                 | 8"                       | 11.1               | 09/92-07/93                                                       | 13.768             |
| 320 CE (E 320 dal 07/93)          | 124.052       | M104E32 (104.992) | 3199             | Iniezione elettronica           | 220/5500           | 310/3750           | M/5    | 1.490              | 235                 | 8"3                      | 11.1               | 07/93-03/96                                                       | 13.768             |
| E 36 AMG                          | 124.052       | M104E36 AMG       | 3604             | Iniezione elettronica           | 272/5750           | 385/ 3750-4500     | A/4    | 1.540              | 250                 | 7"                       | 10.8               | 09/93-05/96                                                       | 13.768             |

| Motori Mercedes-Benz Cabriolet (A124) |               |                   |                  |                                 |                    |                    |        |                    |                     |                          |                    |                                                                 |                    |
| Modello                               | Codice telaio | Motore (codice)   | Cilindrata (cm³) | Alimentazione                   | Potenza max CV/rpm | Coppia max N•m/rpm | Cambio | Massa a vuoto (kg) | Velocità max (km/h) | Accelerazione 0–100 km/h | Consumo (l/100 km) | Periodo di produzione                                           | Esemplari prodotti |
| E 200                                 | 124.060       | M111E20 (111.940) | 1998             | Iniezione elettronica           | 136/5500           | 190/4000           | M/5    | 1.630              | 200                 | 13"3                     | 8.9                | 07/93-07/97 (fino a 03/94 solo per Italia, Grecia e Portogallo) | 6.922              |
| E 220                                 | 124.062       | M111E22 (111.960) | 2199             | Iniezione elettronica           | 150/5500           | 210/2400           | M/5    | 1.640              | 210                 | 11"9                     | 9.1                | 06/93-07/97                                                     | 8.458              |
| 300 CE-24                             | 124.061       | M104E30 (104.980) | 2960             | Iniezione meccanico-elettronica | 220/6400           | 265/4600           | M/5    | 1.710              | 235                 | 9"                       | 11.6               | 03/92-07/93                                                     | 6.343              |
| E 320                                 | 124.066       | M104E32 (104.992) | 3199             | Iniezione elettronica           | 220/5500           | 310/3750           | M/5    | 1.720              | 235                 | 9"2                      | 11.6               | 09/92-06/97                                                     | 12.229             |
| E 36 AMG                              | 124.066       | M104E36 AMG       | 3604             | Iniezione elettronica           | 272/5750           | 385/ 3750-4500     | A/4    | 1.760              | 250                 | 7"2                      | 10.9               | 09/93-06/97                                                     | 12.229             |

| Motori Mercedes-Benz Limousine a passo lungo (V124) |               |                    |                  |                                                     |                    |                    |        |                    |                     |                          |                    |                       |                    |
| Modello                                             | Codice telaio | Motore (codice)    | Cilindrata (cm³) | Alimentazione                                       | Potenza max CV/rpm | Coppia max N•m/rpm | Cambio | Massa a vuoto (kg) | Velocità max (km/h) | Accelerazione 0–100 km/h | Consumo (l/100 km) | Periodo di produzione | Esemplari prodotti |
| Motori a benzina                                    |               |                    |                  |                                                     |                    |                    |        |                    |                     |                          |                    |                       |                    |
| 260 E                                               | 124.027       | M103E26 (103.940)  | 2599             | Iniezione meccanico-elettronica                     | 166/5800           | 228/4600           | M/5    | 1.655              | 208                 | 10"5                     | 11.3               | 05/90-08/92           | 1.006              |
| 280 E (E 280 dal 07/93)                             | 124.028       | M104E28 (104.942)  | 2799             | Iniezione elettronica                               | 197/5800           | 270/3750           | M/5    | 1.780              | 215                 | 10"2                     | 11.8               | 11/92-07/93           | 379                |
| 280 E (E 280 dal 07/93)                             | 124.028       | M104E28 (104.942)  | 2799             | Iniezione elettronica                               | 193/5500           | 270/3750           | M/5    | 1.780              | 215                 | 10"                      | 10.7               | 07/93-07/94           | 379                |
| Motori a gasolio                                    |               |                    |                  |                                                     |                    |                    |        |                    |                     |                          |                    |                       |                    |
| 250 D                                               | 124.127       | OM602D25 (602.912) | 2497             | Iniezione meccanica con pre-camera e pompa in linea | 94/4600            | 158/ 2600-3100     | M/5    | 1.635              | 165                 | 19"0                     | -                  | 05/90-07/93           | 776                |
| E 250 DIESEL                                        | 124.129       | OM605D25 (605.911) | 2497             | Iniezione meccanica con pre-camera e pompa in linea | 113/5000           | 173/ 2000-4600     | M/5    | 1.720              | 180                 | 18"2                     | 9.9                | 08/93-03/94           | 181                |